# Ramiro Blas
Ramiro Blas (Mar del Plata, 27 september 1966) is een Argentijns acteur die ook in Spanje actief is. Zijn bekendste rol is die van de psychopathische gevangenisarts Sandoval Castro uit de Spaanse thrillerserie Vis a vis (Engelse titel Locked up).

## Filmografie

### Film
- Héroes y demonios (1999)
- Pasajero 10542 (2002)
- Solo un ángel (2005)
- Nevar en Buenos Aires (2007)
- Celda 211 (2009)
- Sin retorno (2010)
- REC 4: Apocalipsis (2014)
- Bajo la rosa (2017)
- Estándar (2020)

### Televisie
- Los médicos (de hoy) (2000)
- Reality Reality (2001)
- El precio del Poder (2002)
- Franco Buenaventura, el profe (2002)
- Soy gitano (2003)
- Resistiré (2003)
- Culpable de este amor (2004)
- Cuentos clásicos de terror (2004)
- Sálvame María (2005)
- El comisario (2007)
- Los hombres de Paco (2008)
- Sin tetas no hay paraíso (2008)
- Hospital Central (2009)
- Gabilanes (2010)
- Física o química (2010)
- La fuga (2012)
- El barco (2012)
- El secreto de Puente Viejo (2012)
- El don de Alba (2012-2013)
- Cuéntame cómo pasó (2015)
- Águila Roja (2015)
- Vis a vis (2015-2019)
- El Ministerio del tiempo (2017)
- Golpe al corazón (2017-2018)
- Señoras del (h)AMPA (2019)
- Vis a vis: El oasis (2020)
- Peacemaker (2020)
- El internado: Las Cumbres (2021)
- El silencio (2023)